# Parente di Giotto

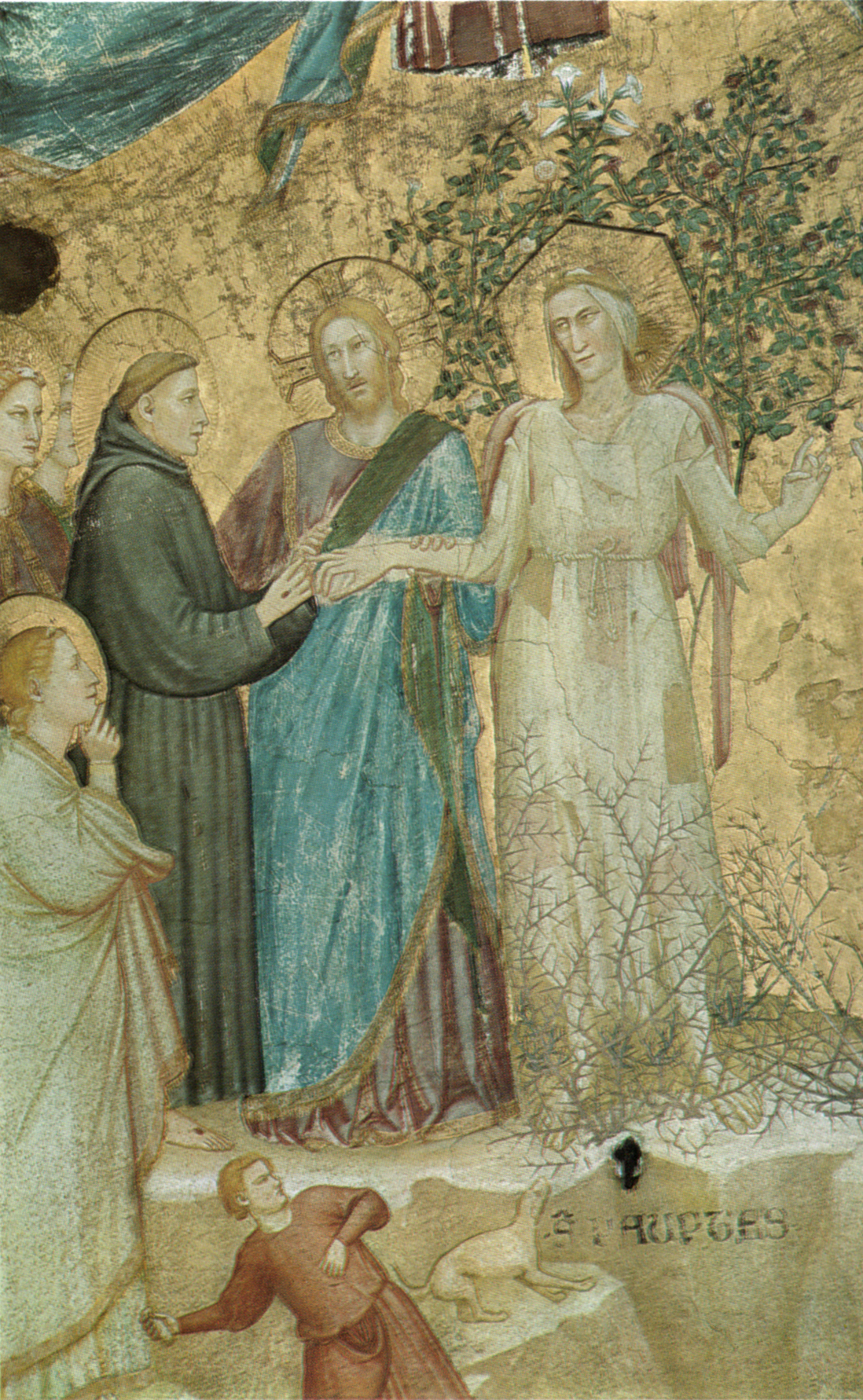
Sposalizio di San Francesco con la Povertà, 1316-1318, volta nella Basilica inferiore di Assisi

Il cosiddetto Parente di Giotto (fl. XIV secolo) è stato forse un allievo molto vicino a Giotto che lavorò, secondo alcune ricostruzioni, ad una commissione affidata al maestro stesso, ma che egli dovette delegare per altri impegni, cioè alla decorazione della Basilica inferiore di Assisi.

## Attività

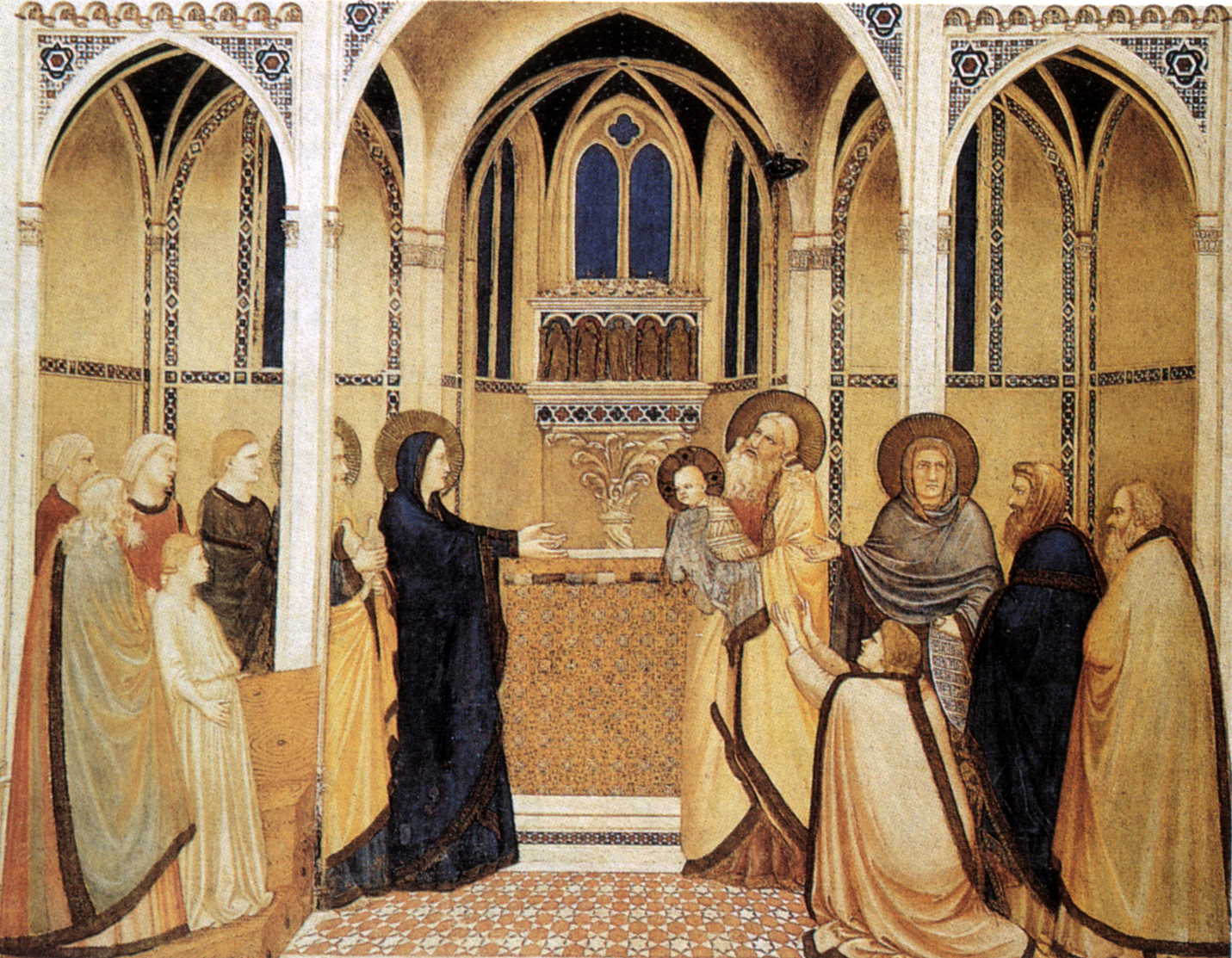
Presentazione al tempio, 1316-1318, Assisi, Basilica inferiore

In queste opere, vicine a quelle del prosaico Maestro delle Vele, si nota la mano di un artista di grande levatura, che possiede una cromia ampia, aggiornata alle novità della Cappella degli Scrovegni (per questo gli affreschi vengono datati a dopo il 1309), anche se la stesura è più chiara e sembra influenzata dalla scuola senese (attiva all'epoca nella stessa basilica con Simone Martini e Pietro Lorenzetti). Il tema è quello delle Allegorie francescane e in scene come lo Sposalizio di san Francesco con la Povertà si nota una notevole scioltezza nella rappresentazione narrativa ed una grande perizia nella caratterizzazione individuale dei personaggi, con attenzione ai dettagli e alla descrizione del paesaggio.
La sua mano viene rilevata anche nelle Storie dell'infanzia di Cristo nel transetto destro della Basilica inferiore, dove si ha una maggiore intensità espressiva e un potenziamento dell'illusionismo spaziale.
Alcuni identificano questo artista con il misterioso Stefano Fiorentino, citato dal Vasari come allievo bravissimo nella stesura sfumata dei colori, del quale non si conosce nessuna opera certa. Altri infine negano l'esistenza di questo maestro, e ritengono che questo corpus di opere altro non sia che una declinazione dell'arte di Giotto stesso.